# حمدي فتحي
حمدي فتحي عبد الحليم عبد الفتاح بيومي من مركز الدلنجات (قرية البستان) التابع لمحافظة البحيرة (مواليد 18 أكتوبر 1994) هو لاعب كرة قدم مصري ومعار حاليا لصالح النادي الاهلي المصري ومنتخب مصر لكرة القدم في مركز الوسط المدافع.

## بداياته
بدأ في الناشئين بنادي دمنهور وهو في سن 11 واستمر 8 سنوات، قبل التصعيد للفريق الأول الذي شارك معه في دوري الدرجة الثانية، وبعدها شارك في الموسم الذي شهد صعود دمنهور للعب في الدوري الممتاز.

### ألعاب دمنهور
لعب بقميص فريق ألعاب دمنهور في موسم 2014–2015 عندما كان الفريق يلعب في الدوري الممتاز وقدم أداءً جيدًا، وشارك في 30 مباراة بالدوري، سجل خلالهم 3 أهداف كان أحدهم في شباك النادي الأهلي، بالإضافة إلى أنه نجح في صناعة 4 أهداف.

وبعد نهاية الموسم لم ينجح فريق دمنهور في البقاء بالدوري الممتاز وهبط لدوري الدرجة الثانية لينتقل حمدي فتحي لصفوف نادي إنبي ويبدأ في موسم 2015–2016.

### إنبي
في 13 يونيو 2015 انتقل لنادي إنبي لمدة خمس سنوات. ويعتبر موسم 2015–2016 هو الموسم الأول له بقميص فريق إنبي ولم يكن ناجحًا بشكل كبير حيث أنه لم يشارك سوى في 7 مباريات فقط: 6 مباريات في الدوري ومباراة بكأس مصر ولم يسجل أو يصنع خلالهم أي أهداف.

ثم أعير إلى نادي بتروجيت لمدة موسم، رغم أن نادي إنبي كان يرفض رحيله وقتها حتى تمت الموافقة في النهاية للانتقال لبتروجيت.

### بتروجيت
انتقل لفريق بتروجيت في موسم 2016–2017 ليقدم موسمًا جيدًا ؛ حيث أنه شارك في 29 مباراة: 27 في الدوري سجل خلالهم هدفين ومباراة في كأس مصر، ليعود لصفوف إنبي بعد نهاية هذا الموسم.

### إنبي
في موسم 2017–2018 قدم موسمًا جيدًا للغاية مع فريق إنبي وشارك في 29 مباراة مع الفريق في الدوري سجل خلالهم 3 أهداف وصنع 4 آخرين ليحاول بعده مسئولو النادي الأهلي التعاقد معه بعد نهاية هذا الموسم إلا أن مسئولي نادي إنبي رفضوا رحيله.
وفي هذا الموسم (موسم 2018–2019) استمر في تقديم أدائه الجيد مع فريق إنبي ؛ حيث أنه شارك في 17 مباراة: 16 في الدوري سجل خلالهم 3 أهداف وصنع اثنين آخرين، ومباراة في كأس مصر، ليحاول النادي الأهلي التعاقد معه مرة أخرى في فترة الانتقالات الشتوية وهو ما نجح فيه أخيرًا.

### الأهلي
في 13 يناير 2019 انتقل للنادي الأهلي لمدة 4 سنوات ونصف تبدأ مع فترة الانتقالات الشتوية.

### نادي الوكرة
وقع مع نادي الوكرة القطري في عام 2023.

## إحصائيات

### مع الأندية
| الفريق       | الموسم    | الدوري  | الدوري | الكأس   | الكأس | البطولات القارية | البطولات القارية | بطولات أخرى | بطولات أخرى | الإجمالي | الإجمالي |
| الفريق       | الموسم    | مشاركات | أهداف  | مشاركات | أهداف | مشاركات          | أهداف            | مشاركات     | أهداف       | مشاركات  | أهداف    |
| ------------ | --------- | ------- | ------ | ------- | ----- | ---------------- | ---------------- | ----------- | ----------- | -------- | -------- |
| ألعاب دمنهور | 2013–2014 |         |        |         |       | —                | —                | —           | —           |          |          |
| ألعاب دمنهور | 2014–2015 | 30      | 3      | 0       | 0     | —                | —                | —           | —           | 30       | 3        |
| ألعاب دمنهور | الإجمالي  | 30      | 3      | 0       | 0     | —                | —                | —           | —           | 30       | 3        |
| إنبي         | 2015–2016 | 6       | 0      | 1       | 0     | 1                | 0                | —           | —           | 8        | 0        |
| إنبي         | الإجمالي  | 6       | 0      | 1       | 0     | 1                | 0                | —           | —           | 8        | 0        |
| بتروجيت      | 2016–2017 | 27      | 0      | 2       | 0     | —                | —                | —           | —           | 29       | 0        |
| بتروجيت      | الإجمالي  | 27      | 2      | 2       | 0     | —                | —                | —           | —           | 29       | 2        |
| إنبي         | 2017–2018 | 29      | 3      | 0       | 0     | —                | —                | —           | —           | 29       | 3        |
| إنبي         | 2018–2019 | 16      | 3      | 1       | 0     | —                | —                | —           | —           | 17       | 3        |
| إنبي         | الإجمالي  | 45      | 6      | 1       | 0     | —                | —                | —           | —           | 46       | 6        |
| الأهلي       | 2018–2019 | 2       | 1      | 0       | 0     | 1                | 0                | —           | —           | 3        | 1        |
| الأهلي       | الإجمالي  | 2       | 1      | 0       | 0     | 1                | 0                | —           | —           | 3        | 1        |

## روابط خارجية
- حمدي فتحي على موقع إي إس بي إن إف سي (الإنجليزية)
- حمدي فتحي على موقع قاعدة بيانات كرة القدم.إي يو (الإنجليزية)
- حمدي فتحي على موقع ناشيونال فوتبول تيمز (الإنجليزية)
- حمدي فتحي على موقع Soccerbase.com (لاعب) (الإنجليزية)
- حمدي فتحي على موقع Soccerway.com (الإنجليزية)
- حمدي فتحي على موقع عالم كرة القدم.نت (الإنجليزية)
- حمدي فتحي على موقع كووورة